# عبدالرضا رضایی
عبدالرضا رضایی (زاده: ۱۳۴۱ ولسوالی بهسود، ولایت میدان وردک) سیاست‌مدار افغانستانی و نماینده مردم وردک در دوره پانزدهم مجلس نمایندگان افغانستان است.

## زندگی‌نامه
عبدالرضا رضایی متولد ۱۳۴۱ از ولسوالی بهسود ولایت میدان وردک افغانستان است. وی دارای تحصیلات تا صنف چهاردهم است.

## دیگر فعالیت‌ها
- فعالیت فرهنگی، اجتماعی و غیردولتی[۱]